# Hypena cnephodelta
Hypena cnephodelta är en fjärilsart som beskrevs av Louis Beethoven Prout. Hypena cnephodelta ingår i släktet Hypena och familjen nattflyn. Inga underarter finns listade i Catalogue of Life.